# Abdoulaye Seye
Pour les articles homonymes, voir Seye.
Ne pas confondre avec le basketteur Abdoulaye Seye Moreau.
Abdoulaye « Abdou » Seye (né le 30 juillet 1934 à Saint-Louis, et mort le 13 octobre 2011 à Thiès) est un athlète français, puis sénégalais, spécialiste des épreuves de sprint, médaillé de bronze du 200 mètres lors des Jeux olympiques d'été de 1960.

## Carrière sportive
Abdoulaye Seye concourt tout d'abord sous les couleurs de la France. Il remporte la finale du 100 mètres des Jeux méditerranéens de 1959 en 10,3 secondes, devant ses compatriotes Paul Genevay et Alain David.
En 1959, il établit un nouveau record de France du 100 mètres en 10,2 secondes à Colombes, améliorant d'un dixième de seconde l'ancienne meilleure marque nationale détenu par Jocelyn Delecour. Ce record sera égalé par Roger Bambuck en 1965. Seye améliore également en 1959 le record national du 200 mètres de Delecour en signant le temps de 20,8 secondes à Belgrade, puis en rééditant cette performance à trois reprises en 1960. Il améliore par ailleurs le record national du 400 m en 1959 à Cologne en 46,6 secondes. 
En avril 1960, aux Jeux de l'Amitié à Antananarivo (Madagascar), il remporte le 100 mètres sous les couleurs de la Fédération du Mali devant Claude Piquemal, deuxième et Paul Genevay, troisième.
L'année suivante, il devient le premier athlète français à descendre sous la barrière des 46 secondes grâce à son temps de 45,9 secondes établi en août 1960 à Londres. 
Il participe aux Jeux olympiques de 1960 de Rome et devient le premier athlète d'origine sénégalaise à remporter une médaille olympique et le premier sprinteur français à décrocher une médaille olympique dans une course individuelle, en remportant la médaille de bronze de l'épreuve du 200 mètres dans le temps de 20,7 secondes, derrière l'Italien Livio Berruti et l'Américain Lester Carney. Bien que le Sénégal ait obtenu son indépendance peu avant la tenue des Jeux, il court sous les couleurs de la France parce que le nouveau pays n'a pas encore de Comité national olympique.
Dès 1961, à la demande du premier Premier ministre sénégalais Mamadou Dia, il devient le premier entraîneur national d’athlétisme africain, il repère, détecte, forme et structure, jetant les bases du sport de haut niveau de son continent, puis devient dirigeant. Proche de son ami d’enfance Lamine Diack, devenu président de la IAAF, il reste jusqu'à sa mort une figure du sport sénégalais.
Il meurt à l'âge de 77 ans dans la nuit du 13 au 14 octobre 2011,,.

## Décoration
- Commandeur de l'ordre du Mérite sportif‎ à titre exceptionnel (1960)[10]

## Palmarès

### International
| Date | Compétition         | Lieu     | Résultat | Épreuve |
| ---- | ------------------- | -------- | -------- | ------- |
| 1959 | Jeux méditerranéens | Beyrouth | 1er      | 100 m   |
| 1960 | Jeux olympiques     | Rome     | 3e       | 200 m   |

### National
- Championnats de France d'athlétisme 1956 à Colombes :
  -  Médaille d'or du 200 m.

- Championnats de France d'athlétisme 1959 à Colombes :
  -  Médaille d'or du 100 m.
  -  Médaille d'or du 200 m.

## Records
Abdoulaye Seye a détenu les records du France du 100 m (10 s 2 en 1959 et 1960), du 200 m (20 s 8 en 1959 puis 20 s 7 en 1960), du 400 m (46 s 6 en 1959 puis 45 s 9 en 1960), et du relais 4 × 100 m (40 s 7 en 1956 puis 40 s 3 en 1959). Il a également été détenteur de la meilleure performance européenne sur 200 m en ligne droite avec 20 s 4 (1960).
| Épreuve | Performance | Lieu           | Date |
| ------- | ----------- | -------------- | ---- |
| 100 m   | 10 s 2      | Paris Charléty | 1960 |
| 200 m   | 20 s 7      | Zurich         | 1960 |
| 400 m   | 45 s 9      | Londres        | 1960 |